# (2728) Yatskiv
(2728) Yatskiv (1979 ST9; 1935 DA; 1936 LF; 1936 MD; 1940 NA; 1964 VT2; 1965 AN1; 1966 CV; 1972 XJ2; 1972 YM1; 1973 AF3; 1978 JO2; 1981 BP; 1982 HJ1) ist ein ungefähr 15 Kilometer großer Asteroid des mittleren Hauptgürtels, der am 22. September 1979 vom russischen (damals: Sowjetunion) Astronomen Nikolai Stepanowitsch Tschernych am Krim-Observatorium (Zweigstelle Nautschnyj) auf der Halbinsel Krim (IAU-Code 095) entdeckt wurde.

## Benennung
(2728) Yatskiv wurde nach dem sowjetisch-ukrainischen Astronomen und Geodynamiker Jaroslaw Jazkiw (* 1940) benannt, der Direktor des Hauptobservatoriums der Nationalen Akademie der Wissenschaften der Ukraine, Vizepräsident der Internationalen Astronomischen Union sowie Präsident der 19. Kommission der Internationalen Astronomischen Union (Erdrotation) war und zur International Halley Watch Steering Group gehörte.